# Anne Mortimer
Anne Mortimer (27 december 1388 - 22 september 1411) was een Engelse edelvrouw. 

## Levensloop
Anne Mortimer was de oudste van vier kinderen van Roger Mortimer, de vierde graaf van March, uit diens huwelijk met Eleonora Holland, dochter van Thomas Holland, de tweede graaf van Kent.
Haar vader was een kleinzoon van Lionel van Antwerpen, zoon van koning Eduard III van Engeland, waardoor hij tijdens de regering van de kinderloze koning Richard II een potentiële erfgenaam van de Engelse troon was. Na de dood van Roger in 1398 gingen deze aanspraken over op haar broer Edmund. In 1399 werd Richard II afgezet door Hendrik IV uit het huis Lancaster. Aangezien Edmund Mortimer voor de nieuwe koning een dynastieke bedreiging vormde, werden hij en zijn broer Roger onder koninklijke voogdij geplaatst.
Anne en haar zus Eleonora bleven onder de voogdij van hun moeder, die niet lang na het overlijden van haar eerste echtgenoot hertrouwde met baron Edward Cherleton. Na de dood van hun moeder in 1405 erfden de zussen veel minder dan hun broers. Ze ontvingen enkel een jaarlijkse dotatie van 100 pond, voor zichzelf en hun nageslacht.
Vermoedelijk op 8 januari 1408 huwde Anne Mortimer met Richard van Conisburgh (1375-1415), zoon van hertog Edmund van York en kleinzoon van koning Eduard III van Engeland. Het huwelijk vond in het geheim plaats en werd snel geregeld, wellicht zonder medeweten van hun naaste verwanten. Aangezien ze beide afstamden van Eduard III, was er voor hun huwelijk pauselijke dispensatie nodig, die op 23 mei 1408 werd verleend. Het echtpaar kreeg drie kinderen:
- Isabel (1409-1484), huwde ten laatste in 1426 met Henry Bourchier, graaf van Essex
- Hendrik
- Richard (1411-1460), hertog van York en vader van koningen Eduard IV en Richard III van Engeland

Anne Mortimer stierf kort na de geboorte van haar laatste zoon, in september 1411. Ze werd waarschijnlijk bijgezet in de kerk van Kings Langley. 